# 元音變換
元音变化（英语 ablaut, vowel gradation, vowel mutation）是一种相当普遍的语言现象，常被用来进行屈折变化或用于衍生新词。英语中元音变换的例子如某些动词的词形变化：drive/drove/driven等。
英语中 Apophony 指的是所有具有语法作用的语音交替，而不仅仅是元音变化，还有辅音变化、音韵变化（Prosodic apophony，参见Suprafix）、鼻音变化等等。